# Richard Bretaňský
Richard Bretaňský (1396 – 2. červen 1438) byl osmým potomkem a nejmladším synem Jana IV. Bretaňského a jeho třetí manželky Jany Navarrské. Je známý jako otec Františka II. Bretaňského, ale o jeho životě se příliš neví. Během života zastával mnoho titulů a hodností. V roce 1419 byl jmenován kapitánem-generálem Guyenne a Poitou, stal se hrabětem z Étampes a pánem z Palluau et de Châteaumur de Thouarcé, 8. května 1423 se stal hrabětem z Bourgomeaux-l'Evêque et de Ligron a v říjnu 1425 hrabětem z Mantes.

## Život a rodina

### Původ
Jeho otec byl pra prapravnukem Petra I. Bretaňského, který byl pravnukem Ludvíka VI. Francouzského. To z Richarda dělalo člena rodu Kapetovců. Byl také pra prapravnukem Jindřicha III. Plantageneta, přes svou pra prababičku Beatrix Anglickou.

### Manželství a potomci
V roce 1423 se oženil s Markétou Orleánskou, dcerou Ludvíka Orleánského, bratra Karla VI. Francouzského, a Valentiny Visconti, dcery Giana Galeazza Viscontiho a jeho první manželky Izabely Francouzské.
Markéta byla jeho druhou sestřenicí, měli stejného pradědečka, Jana II. Francouzského. Byla také členkou vedlejší větve rodu Valois z dynastie Kapetovců.
Nevěsta přijala jako věno hrabství Vertus, Richard se tak stal z práva své manželky hrabětem. Měli spolu sedm dětí, z nichž dvě, František a Kateřina měly vlastní potomstvo. Richard měl také nemanželskou dceru s milenkou.

### Ostatní vztahy
Richard byl několikrát spřízněný s anglickou i francouzskou královskou rodinou.
Jeho matka Jana se později provdala za Jindřicha IV. a stala se anglickou královnou. Richardův nevlastní bratr a nástupce Jindřicha IV., Jindřich V. Anglický, se prohlásil dědicem francouzského trůnu, znovu zahájil Stoletou válku a oženil se se sestřenicí Richardovy manželky, Kateřinou z Valois. Jeho nevlastní synovec, Jindřich VI. Anglický, nástupce svého dědečka a strýce Richardovy manželky, Karla VI. na francouzském trůnu, byl nepřítelem dauphina Karla. Richard byl také příbuzný s rodem Courtenay, kteří byli potomky Ludvíka VI., přes jeho mladšího syna, Petra I. z Courtenay.

## Hrabě z Étampes
Sňatkem se v roce 1423 stal hrabětem z Vertus-en-Champagne et de Bénon, baronem z Clisson, pánem z Courtenay, de Piffonds, de Houdan et de l'Epine-Gaudin a v roce 1424 châtelain de Renac et de Bois-Raoul near Redon.
Richard se stal z práva manželky hrabětem z Étampes. Ta práva na hrabství zdědila po svém otci, formálně jim byla poskytnuta králem Karlem VII. Nicméně, o své nároky se přeli s Filipem Dobrým Burgundským. Lze předpokládat, že se Filip snažil pomstít smrt svého otce narušením Karlovy vlády. Karel byl pravděpodobně zodpovědný za atentát na zesnulého vévodu v roce 1419. Filip obsadil vévodství a držel ho až do roku 1434, kdy ho předal svému bratranci, Janovi II. z Nevers. Nicméně, země byla v září 1435 navrácena Richardovi.

## Následnictví
Richard zemřel 2. června 1438.
Dva z jeho starších bratrů se stali otcovými nástupci. Než Richard zemřel, zemřeli zbývající žadatelé otcova titulu, a tak se jediným legitimním dědicem stal Richardův syn František. Ten se tak stal dědicem Étampes a Bretaně.
Richardova dcera Kateřina se v roce 1438 provdala za Viléma II. Oranžského.

## Vývod z předků
|                     |                     |  |                 |                        |  |  |  |  |  |  |  | Jan II. Bretaňský |
|                     |                     |  |                 |                        |  |  |  |  |  |  |  |                   |
|                     | Artur II. Bretaňský |  |                 |                        |  |  |  |  |  |  |  |                   |
|                     |                     |  |                 |                        |  |  |  |  |  |  |  |                   |
|                     |                     |  |                 | Beatrix Anglická       |  |  |  |  |  |  |  |                   |
|                     |                     |  |                 |                        |  |  |  |  |  |  |  |                   |
|                     | Jan z Montfortu     |  |                 |                        |  |  |  |  |  |  |  |                   |
|                     |                     |  |                 |                        |  |  |  |  |  |  |  |                   |
|                     |                     |  |                 | Robert IV. z Dreux     |  |  |  |  |  |  |  |                   |
|                     |                     |  |                 |                        |  |  |  |  |  |  |  |                   |
|                     | Jolanda z Dreux     |  |                 |                        |  |  |  |  |  |  |  |                   |
|                     |                     |  |                 |                        |  |  |  |  |  |  |  |                   |
|                     |                     |  |                 | Beatrix z Montfortu    |  |  |  |  |  |  |  |                   |
|                     |                     |  |                 |                        |  |  |  |  |  |  |  |                   |
|                     | Jan IV. Bretaňský   |  |                 |                        |  |  |  |  |  |  |  |                   |
|                     |                     |  |                 |                        |  |  |  |  |  |  |  |                   |
|                     |                     |  |                 | Robert III. Flanderský |  |  |  |  |  |  |  |                   |
|                     |                     |  |                 |                        |  |  |  |  |  |  |  |                   |
|                     | Ludvík I. z Nevers  |  |                 |                        |  |  |  |  |  |  |  |                   |
|                     |                     |  |                 |                        |  |  |  |  |  |  |  |                   |
|                     |                     |  |                 | Jolanda Burgundská     |  |  |  |  |  |  |  |                   |
|                     |                     |  |                 |                        |  |  |  |  |  |  |  |                   |
|                     | Johana Flanderská   |  |                 |                        |  |  |  |  |  |  |  |                   |
|                     |                     |  |                 |                        |  |  |  |  |  |  |  |                   |
|                     |                     |  |                 | Hugo IV. z Rethelu     |  |  |  |  |  |  |  |                   |
|                     |                     |  |                 |                        |  |  |  |  |  |  |  |                   |
|                     | Jana z Rethelu      |  |                 |                        |  |  |  |  |  |  |  |                   |
|                     |                     |  |                 |                        |  |  |  |  |  |  |  |                   |
|                     |                     |  |                 | Isabelle de Grandpré   |  |  |  |  |  |  |  |                   |
|                     |                     |  |                 |                        |  |  |  |  |  |  |  |                   |
| 'Richard Bretaňský' |                     |  |                 |                        |  |  |  |  |  |  |  |                   |
|                     |                     |  |                 |                        |  |  |  |  |  |  |  |                   |
|                     |                     |  | Ludvík z Évreux |                        |  |  |  |  |  |  |  |                   |
|                     |                     |  |                 |                        |  |  |  |  |  |  |  |                   |
|                     | Filip z Évreux      |  |                 |                        |  |  |  |  |  |  |  |                   |
|                     |                     |  |                 |                        |  |  |  |  |  |  |  |                   |
|                     |                     |  |                 | Markéta z Artois       |  |  |  |  |  |  |  |                   |
|                     |                     |  |                 |                        |  |  |  |  |  |  |  |                   |
|                     | Karel II. Navarrský |  |                 |                        |  |  |  |  |  |  |  |                   |
|                     |                     |  |                 |                        |  |  |  |  |  |  |  |                   |
|                     |                     |  |                 | Ludvík X. Francouzský  |  |  |  |  |  |  |  |                   |
|                     |                     |  |                 |                        |  |  |  |  |  |  |  |                   |
|                     | Jana II. Navarrská  |  |                 |                        |  |  |  |  |  |  |  |                   |
|                     |                     |  |                 |                        |  |  |  |  |  |  |  |                   |
|                     |                     |  |                 | Markéta Burgundská     |  |  |  |  |  |  |  |                   |
|                     |                     |  |                 |                        |  |  |  |  |  |  |  |                   |
|                     | Jana Navarrská      |  |                 |                        |  |  |  |  |  |  |  |                   |
|                     |                     |  |                 |                        |  |  |  |  |  |  |  |                   |
|                     |                     |  |                 | Filip VI. Francouzský  |  |  |  |  |  |  |  |                   |
|                     |                     |  |                 |                        |  |  |  |  |  |  |  |                   |
|                     | Jan II. Francouzský |  |                 |                        |  |  |  |  |  |  |  |                   |
|                     |                     |  |                 |                        |  |  |  |  |  |  |  |                   |
|                     |                     |  |                 | Jana Burgundská        |  |  |  |  |  |  |  |                   |
|                     |                     |  |                 |                        |  |  |  |  |  |  |  |                   |
|                     | Johana Francouzská  |  |                 |                        |  |  |  |  |  |  |  |                   |
|                     |                     |  |                 |                        |  |  |  |  |  |  |  |                   |
|                     |                     |  |                 | Jan Lucemburský        |  |  |  |  |  |  |  |                   |
|                     |                     |  |                 |                        |  |  |  |  |  |  |  |                   |
|                     | Jitka Lucemburská   |  |                 |                        |  |  |  |  |  |  |  |                   |
|                     |                     |  |                 |                        |  |  |  |  |  |  |  |                   |
|                     |                     |  |                 | Eliška Přemyslovna     |  |  |  |  |  |  |  |                   |
|                     |                     |  |                 |                        |  |  |  |  |  |  |  |                   |